# Solenaia
Solenaia is een geslacht van tweekleppigen uit de familie van de Unionidae.

## Soort
- Solenaia neotriangularis He & Zhuang, 2013